# Ústav pro odborné zjišťování příčin leteckých nehod
Ústav pro odborné zjišťování příčin leteckých nehod (ÚZPLN) v České republice je organizační složka státu, jejímž úkolem je šetření leteckých nehod a vážných incidentů v civilním letectví. Součástí závěru šetření bývá bezpečnostní doporučení. V rámci své činnosti také shromažďuje, vyhodnocuje a zpracovává informace o takových událostech, projednává systémové nedostatky ohrožující bezpečnost a podílí se na vytváření koncepce bezpečnosti českého civilního letectví a přípravě podkladů pro změny legislativy a technologických předpisů. Letecké nehody a vážné incidenty oznamuje Mezinárodní organizaci pro civilní letectví.
Od znaleckého posuzování v trestním řízení se toto odborné zjišťování liší tím, že jeho účelem není zjišťovat odpovědnost či vinu jednotlivých subjektů, ale objektivní příčiny událostí a navrhovat opatření k jejich prevenci. Obdobnou roli v drážní dopravě má Drážní inspekce.

## Historie
Zjišťování příčin leteckých nehod v Československu bylo od roku 1946 přímo v působnosti ministerstva dopravy. Od roku 1948 je pak vykonávala Státní letecká správa, od roku 1952 Hlavní správa civilního letectví, od roku 1956 Ústřední správa civilního letectví, od roku 1958 opět Státní letecká správa, od roku 1965 Státní letecká inspekce. V České republice pak od roku 1997 Úřad pro civilní letectví.
Speciální organizace pro šetření nehod byla ustanovena novelou č. 258/2002 Sb. zákona o civilním letectví č. 49/1997 Sb. od 1. ledna 2003 pod názvem Ústav pro odborně technické zjišťování příčin leteckých nehod. Tato novela vložila do zákona o civilním letectví nový § 55a, jehož odstavcem 1 byl ústav zřízen. Hlavní motivací byla směrnice rady ES 94/56/ES ze dne 21. listopadu 1994, která v rámci Evropské unie zavedla základní zásady pro vyšetřování nehod a událostí v civilním letectví. Její přijetí bylo jednou z podmínek vstupu České republiky do Evropské unie.
Vláda České republiky schválila usnesením č. 1006 ze dne 14. října 2002 Statut ústavu a ředitelem jmenovala Ing. Pavla Štrůbla.
Novelou č. 225/2006 Sb. byl s účinností od 1. července 2006 název ústavu změněn. Slova „odborně technické“ byla nahrazena slovem „odborné“. Nový statut ústavu, přijatý usnesením vlády č. 1247 ze dne 7. listopadu 2007, je účinný od 7. listopadu 2007.

## Statut
Ústav v souladu se zákonem o civilním letectví a svým statutem zastupuje Českou republiku při odborném zjišťování příčin leteckých nehod a vážných incidentů mimo území České republiky, pokud na události mělo účast letadlo registrované v ČR nebo v ní figuruje český výrobce, český provozovatel nebo český projektant.
Ústav v rámci své činnosti komunikuje s Mezinárodní organizací pro civilní letectví, Úřadem pro civilní letectví, s leteckými dopravci, provozovateli leteckých činností, orgány státní správy ve věcech sportovních létajících zařízení, s úřady státní správy a orgány činnými v trestním řízení, vědeckovýzkumnými institucemi a orgány nebo subjekty ze států Evropské unie a orgány Evropské komise v oblasti bezpečnosti civilního letectví a prevence leteckých nehod.
Ústav stanoví zásady a náležitostí k získání odborné způsobilosti inspektorů a koordinuje a metodicky řídí teoretická a praktická školení expertů. Ředitel Ústavu podle potřeby jmenuje komise. V případech, kdy není důvod pro zřizování komise, uloží ředitel shromáždění a analýzu informací a určení příčiny incidentu inspektorovi.
V čele ústavu stojí ředitel, který je i statutárním orgánem ústavu. Ústav se organizačně člení na oddělení letových inspektorů, oddělení technických inspektorů a oddělení technickoekonomického rozvoje. K plnění úkolů může ředitel zřizovat dočasné pracovní skupiny, do nichž mohou být přizvání i externí odborníci. Ředitel předkládá vládě ČR prostřednictvím ministra dopravy výroční zprávu o činnosti Ústavu za uplynulý kalendářní rok.

## Sídlo a vybavení
Ústav sídlí v areálu Výzkumného a zkušebního leteckého ústavu v Praze-Letňanech, nedaleko letňanského letiště.
V roce 2009 měl ústav k dispozici 4 osobní automobily, terénní čtyřkolky. Drží nepřetržitou pohotovost a je vybaven prostředky nezbytnými k dokumentaci a vyšetřování. Je vlastníkem dopravní verze letounu Z-37A-C3, vybaveného pro lety VFR noc.